# Колумбия на Сурдлимпийских играх
Колумбия участвует в летних Сурдлимпийских играх с Игр 1969 года (не участвовали в Играх 1973, 1977, 1981, 1989-2005, 2013 годов), в зимних Сурдлимпийских играх до настоящего времени не участвовали.

## Медальный зачёт

### Медали летних Сурдлимпийских игр
| Год  | Золото | Серебро | Бронза | Всего |
| 1969 | 0      | 0       | 1      | 1     |
| 2022 | 1      | 2       | 1      | 4     |